# Parque Quase-Nacional Zaō
O Parque Quase-Nacional Zaō é um parque quase-nacional localizado nas prefeituras japonesas de Miyagi e Yamagata. Estabelecido em 8 de agosto de 1963, tem uma área de 39 635 hectares.